# 深江站 (兵庫縣)
深江站（日语：／ Fukae eki */?）是位於兵庫縣神戶市東灘區深江北町四丁目，阪神電氣鐵道本線的車站。車站編號為「HS21」。
在平日早上繁忙時間設有只有上行的區間特急班次。在2019年11月30日，青木站全面高架化。神戶姬路方向路軌早在2015年已經高架化。

## 歷史
- 1905年（明治38年）4月12日 - 阪神本線開業，此站啟用[1]。
- 1995年（平成7年）
  - 1月17日 - 發生阪神大地震，阪神本線停運，此站暫停營業[2]。
  - 1月26日 - 甲子園站至青木站之間重開（同年6月26日全線重開）[2]。
- 2009年（平成21年）
  - 3月19日 - 本線再沒有準急班次。
  - 3月23日 - 3月20日實施時間表改正後首個平日中，當日起上行加設區間特急班次。
  - 4月18日 - 隨著高架工程，上行線改用臨時路軌。
- 2010年（平成22年）10月2日 - 隨著高架工程，下行線改用臨時路軌。當時車站構造為2面2線（上行、下行的月台設在路軌北邊）。
- 2014年（平成26年）4月1日 - 引入車站編號[3][4]。
- 2015年（平成27年）12月12日 - 下行線改用高架路軌[5]。
- 2017年（平成29年）8月 - 於閘口設置了信息展示版並開始使用。
- 2019年（平成31年）3月9日 - 月台上開始廣播列車詳細資訊、列車進站和通過音樂。同時，月台LED顯示器與先出發列車資訊、進站顯示開始使用。
- 2019年（令和元年）11月30日 - 上行線改用高架路軌。[6][7]。

## 車站構造
車站是一座高架車站，設有2面2線的相對式月台。車站沒有轉轍器和絶對信號機，因此不定義為停留所。車站大樓（閘口）在高架化後，大堂位於第2層，月台在第3層。

### 月台
| 月台 | 路線 | 上下行 | 方向                               |
| ---- | ---- | ------ | ---------------------------------- |
| 1    | 本線 | 上行   | 尼崎、大阪（梅田）、難波、奈良方向 |
| 2    | 本線 | 下行   | 神戶（三宮）、明石、姬路方向       |

在站內沒有標記月台編號。在官方網站的站內圖、「阪神App」中設有標示月台編號，上行方向為1號月台，下行方向為2號月台。月台全長120米。

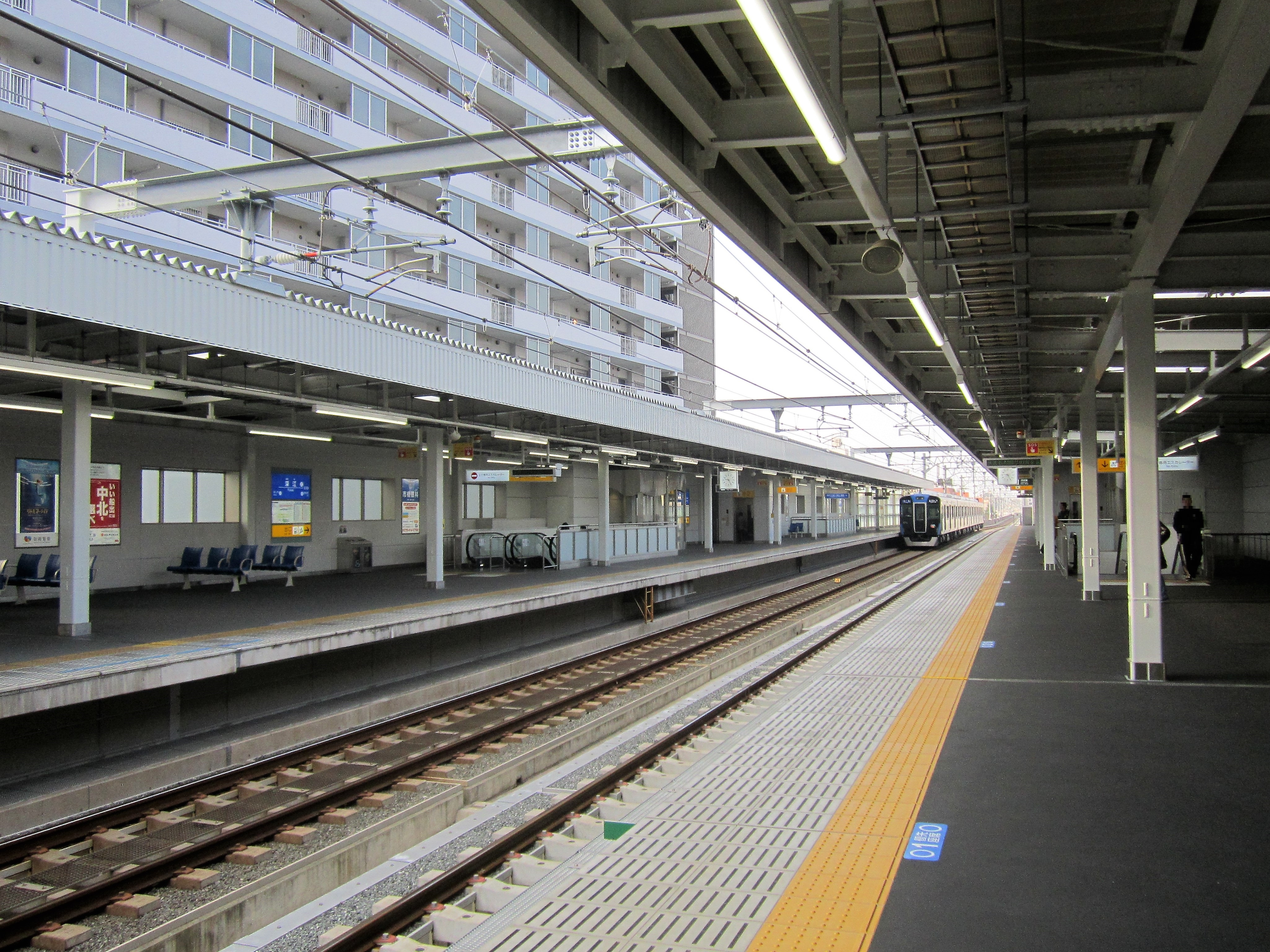
上下行線高架化後的月台（2020年1月3日）
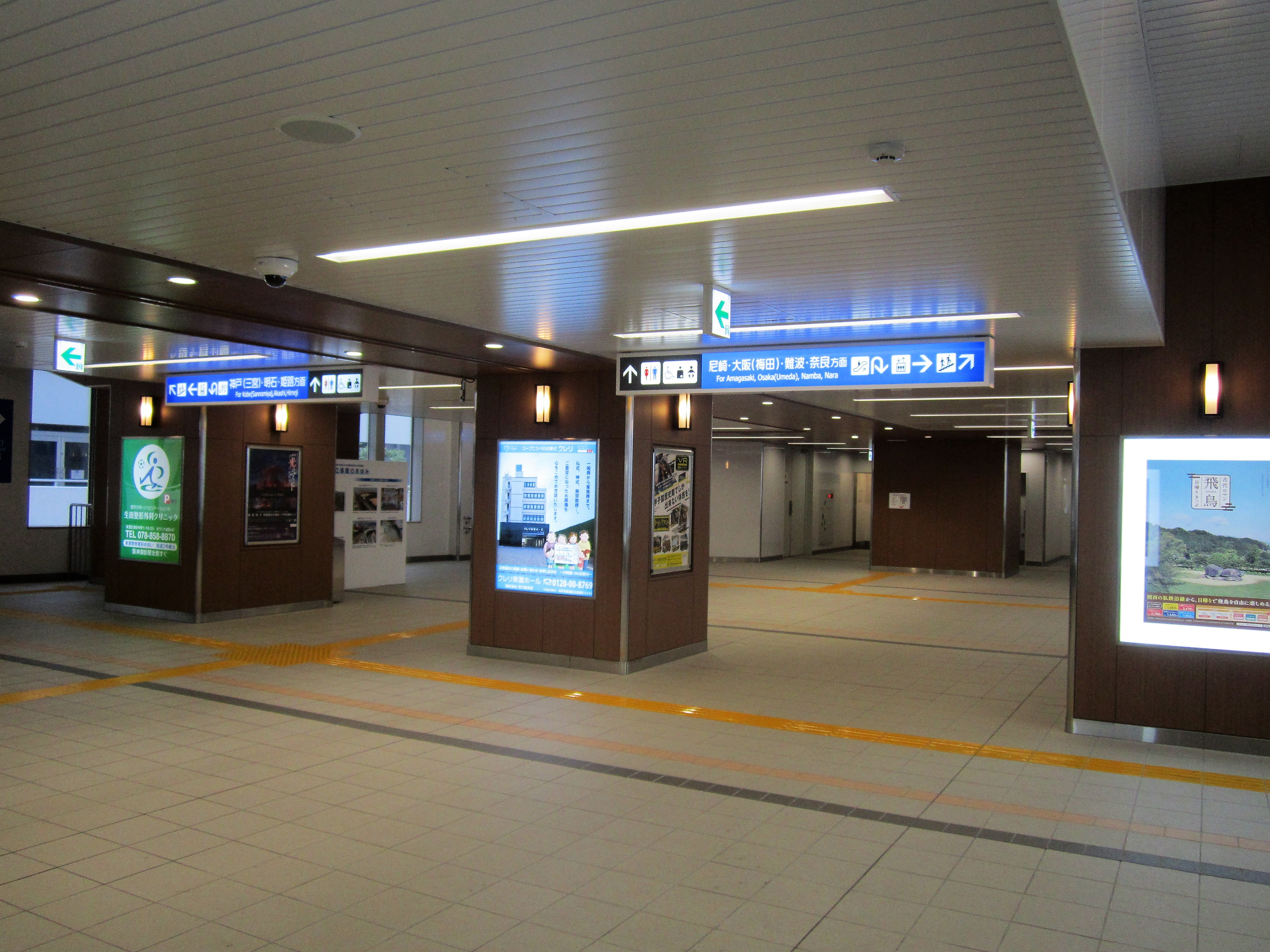
上下行線高架化後的大堂（2020年1月3日）
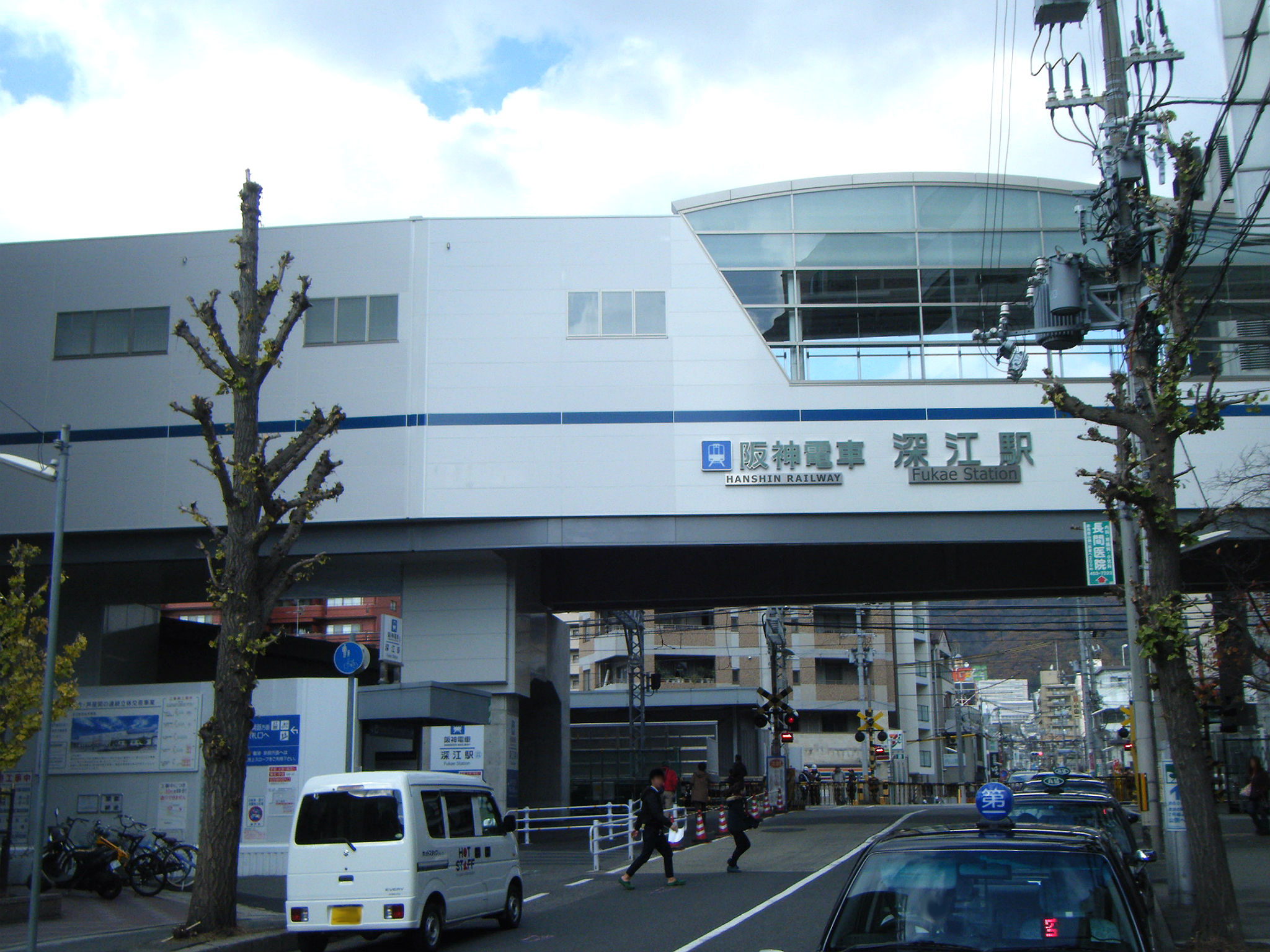
只在下行線高架化時的車站大樓　後方為前上行線平交道（2015年12月12日）
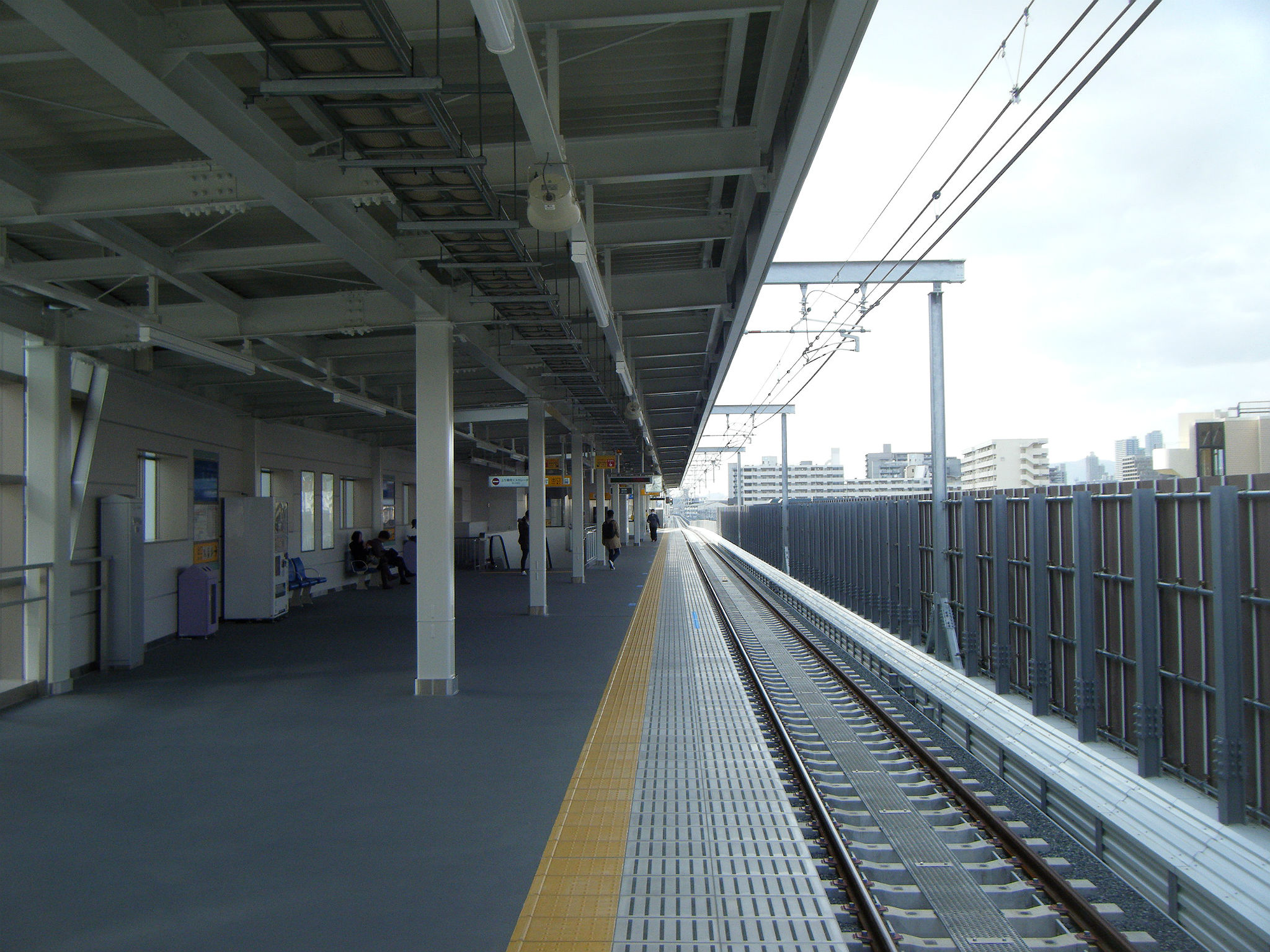
只在下行線高架化時的下行月台（2015年12月12日）
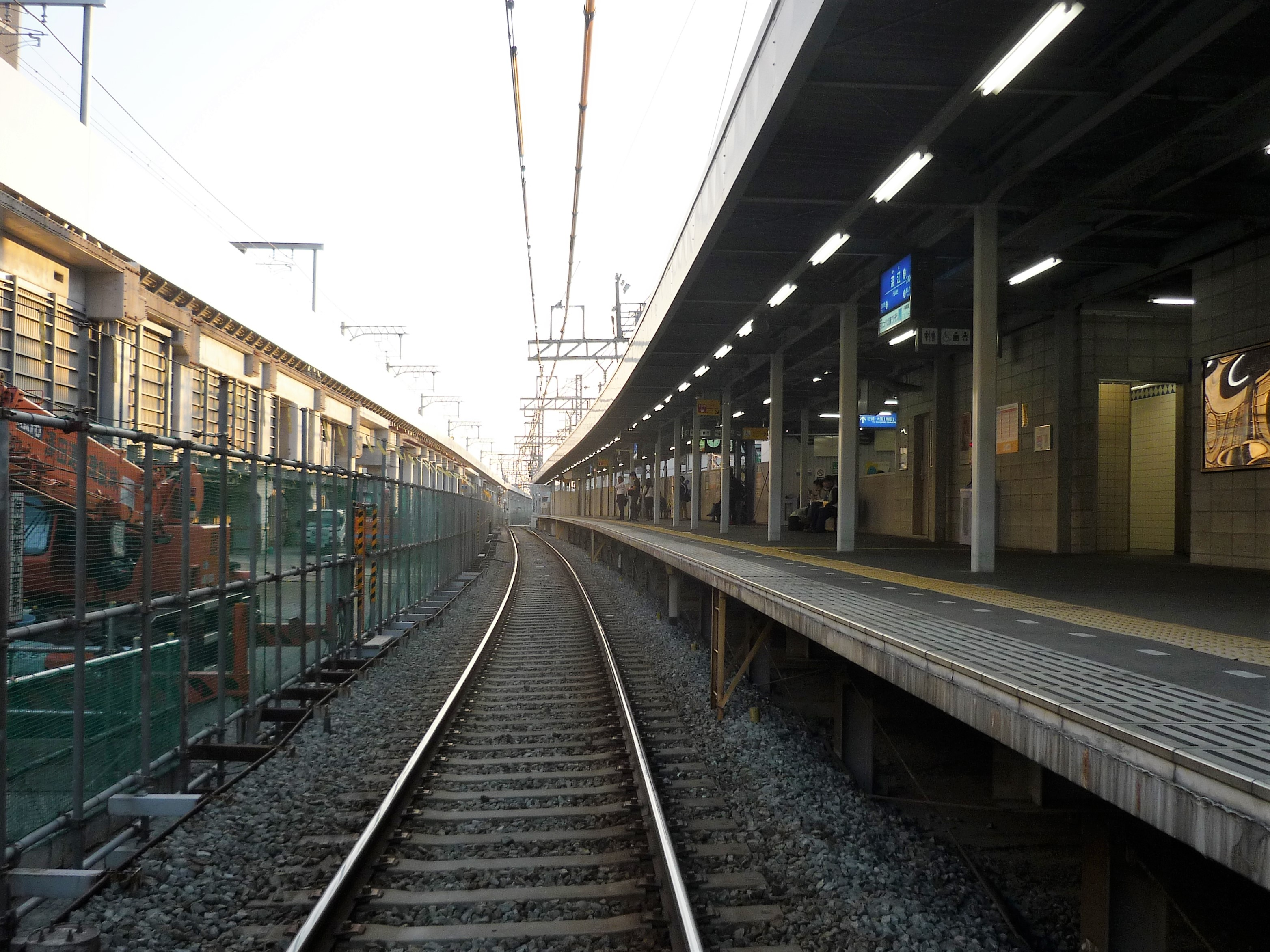
只在下行線高架化的地面月台（2016年8月18日）
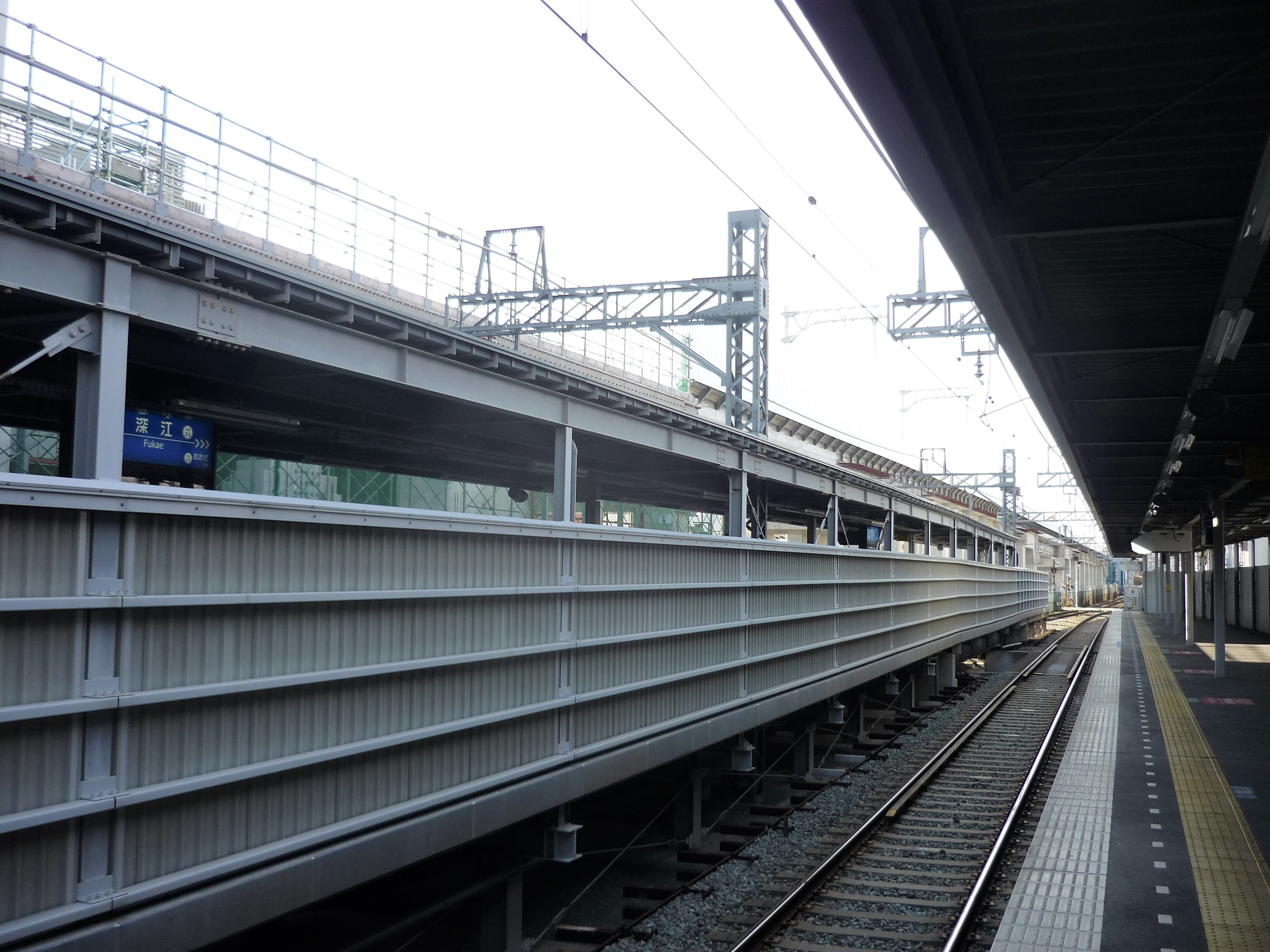
高架化工程中，上下行線使用臨時路軌的時期。（2015年1月3日）

## 使用狀況
以下為近年11月的1日平均上下車人次列表：
| 年度   | 1日平均 上下車人員 | 參考資料 |
| ------ | ------------------ | -------- |
| 1991年 | 25,275             | [ 8 ]    |
| 1992年 | 23,887             | [ 9 ]    |
| 1993年 | 23,938             | [ 10 ]   |
| 1994年 | 23,000             | [ 11 ]   |
| 1995年 | 21,727             | [ 12 ]   |
| 1996年 | 20,036             | [ 13 ]   |
| 1997年 | 18,769             | [ 14 ]   |
| 1998年 | 18,253             | [ 15 ]   |
| 1999年 | 15,818             | [ 16 ]   |
| 2000年 | 15,505             | [ 17 ]   |
| 2001年 | 15,046             | [ 18 ]   |
| 2002年 | 14,317             | [ 19 ]   |
| 2003年 | 14,721             | [ 20 ]   |
| 2004年 | 13,946             | [ 21 ]   |
| 2005年 | 13,785             | [ 22 ]   |
| 2006年 | 13,795             | [ 23 ]   |
| 2007年 | 13,706             | [ 24 ]   |
| 2008年 | 13,857             | [ 25 ]   |
| 2009年 | 14,683             | [ 26 ]   |
| 2010年 | 15,243             | [ 27 ]   |
| 2011年 | 16,032             | [ 28 ]   |
| 2014年 | 16,561             | [ 29 ]   |
| 2015年 | 17,058             | [ 30 ]   |
| 2016年 | 17,888             | [ 31 ]   |
| 2017年 | 17,947             |          |
| 2018年 | 18,733             |          |

在2017年度，本線33車站中排名13位（12位為鳴尾站、14位為元町站，鄰站青木站為第18位，蘆屋站為第10位）。
在1995年1月阪神大地震，此站周邊受到較大傷害。在1996年10月，車站北方與JR神戶線並行甲南山手站開業，因此在2007年前乘客人次有所減少。但是，後來由於周邊的開發使居民增加，同時在深江濱町的上班人士有所增加，因此此站開始增加使用人次。在2009年阪神難波線開業，於時間表修正後，區間特急開始停此站。在區間特急停站後，上下車人次繼續大幅增加，在2015年度突破1萬7千人次，在神戶市於2018年6月的數據中，人次突破1萬9千人次。

## 車站周邊
曾經此站附近為深江文化村，車站北邊設有深江溫泉。
- 深江站前大廈
- 深江文化村（日语：深江文化村）（富永家住宅主屋（日语：冨永家住宅主屋）、古澤家住宅（日语：古澤家住宅）、貝克邸（日语：ベーカー邸））[1]
- 神戶大學深江校園（前神戶商船大學（日语：神戸商船大学））[1]
  - 神戶大學海事博物館
- 神戶深江生活文化史料館
- 神戶地方法務局（日语：大阪法務局#神戸地方法務局）東神戶出張所
- 神戶深江郵局
- 神戶市立本庄小學（日语：神戸市立本庄小学校）
- 深江濱町（日语：深江浜町） - 在早上和晩上設有巴士路線連接該處。在該時段後需徒步與使用的士。
  - 兵庫縣立東灘高等學校（日语：兵庫県立東灘高等学校）
  - 神戶市中央批發市場 東部市場
    - 神戶東部市場內郵局

  - Cainz Home（日语：カインズ）神戶深江濱店（新神戶大游泳池遺址）
  - 阪神高速道路地震資料保管庫

## 巴士路線
神戶市巴士
- 30（日语：神戸市バス魚崎営業所#30系統） 前往東灘高校前、深江濱町（日语：深江浜町）方向
- 30 經森 前往JR甲南山手方向
- 37（日语：神戸市バス魚崎営業所#37系統） 經北青木（日语：北青木 (神戸市)）、東灘區公所前 前往阪急御影方向
- 37 經深江南町（日语：深江南町） 前往JR甲南山手方向

## 相鄰車站
阪神電氣鐵道
 本線
■■直通特急、■特急、■快速急行、■急行、■區間急行
通過
■普通、■區間特急（只往大阪梅田方向運行）
蘆屋（HS 20）－深江（HS 21）－青木（HS 22）

## 注腳
1. 1 2 3 4 5 6 7 8  . 神戶新聞綜合出版中心. 2012-12-10: 37. ISBN 9784343006745.
2. 1 2  . 神戶新聞綜合出版中心. 2010-01-17: 124–126. ISBN 978-4-343-00537-3.
3. ↑   (PDFlink) (新闻稿). 阪神電氣鐵道株式會社. 2013-04-30  [2016-04-08]. （原始内容存档 (PDF)于2019-06-17）.
4. ↑  . 讀賣新聞（大阪晨報） (讀賣新聞大阪本社). 2014-03-20: p.32.
5. ↑   (新闻稿). 阪神電氣鐵道株式會社. 2015-11-10  [2017-06-04]. （原始内容存档于2016-07-18）.
6. ↑  . 神戶市都市局市街地整備部都市整備課. 2019-11-01  [2019-11-01]. （原始内容存档于2021-02-04）.
7. ↑   (PDF). 阪神電氣鐵道（經營企劃室、廣報）. 2019-11-01  [2019-11-01]. （原始内容存档 (PDF)于2021-01-28）.
8. ↑  「ハンドブック阪神 1992」阪神電氣鐵道株式會社，1992年
9. ↑  「ハンドブック阪神 1993」阪神電氣鐵道株式會社，1993年
10. ↑  「ハンドブック阪神 1994」阪神電氣鐵道株式會社，1994年
11. ↑  「ハンドブック阪神 1995」阪神電氣鐵道株式會社，1995年
12. ↑  「ハンドブック阪神 1996」阪神電氣鐵道株式會社，1996年
13. ↑  「ハンドブック阪神 1997」阪神電氣鐵道株式會社，1997年
14. ↑  「ハンドブック阪神 1998」阪神電氣鐵道株式會社，1998年
15. ↑  「ハンドブック阪神 1999」阪神電氣鐵道株式會社，1999年
16. ↑  「ハンドブック阪神 2000」阪神電氣鐵道株式會社，2000年
17. ↑  「ハンドブック阪神 2001」阪神電氣鐵道株式會社，2001年
18. ↑  「ハンドブック阪神 2002」阪神電氣鐵道株式會社，2002年
19. ↑  「ハンドブック阪神 2003」阪神電氣鐵道株式會社，2003年
20. ↑  「ハンドブック阪神 2004」阪神電氣鐵道株式會社，2004年
21. ↑  「ハンドブック阪神 2005」阪神電氣鐵道株式會社，2005年
22. ↑  「ハンドブック阪神 2006」阪神電氣鐵道株式會社，2006年
23. ↑  「ハンドブック阪神 2007」阪神電氣鐵道株式會社，2007年
24. ↑  「ハンドブック阪神 2008」阪神電氣鐵道株式會社，2008年
25. ↑  「ハンドブック阪神 2009」阪神電氣鐵道株式會社，2009年
26. ↑  「ハンドブック阪神 2010」阪神電氣鐵道株式會社，2010年
27. ↑  「ハンドブック阪神 2011」阪神電氣鐵道株式會社，2011年
28. ↑  「ハンドブック阪神 2012」阪神電氣鐵道株式會社，2012年
29. ↑  「ハンドブック阪神 2015」阪神電氣鐵道株式會社，2015年
30. ↑  「ハンドブック阪神 2016」阪神電氣鐵道株式會社，2016年
31. ↑  「ハンドブック阪神 2017」阪神電氣鐵道株式會社，2017年

## 外部連結
- 深江（路線圖、車站資訊） - 阪神電氣鐵道